# Spanische Poolbillard-Meisterschaft
Die spanische Poolbillard-Meisterschaft ist ein jährlich ausgetragener Poolbillard-Wettbewerb zur Ermittlung der nationalen Meister Spaniens in den Billarddisziplinen 8-Ball, 9-Ball und 10-Ball. Ausrichter ist der spanische Billard-Dachverband Real Federación Española de Billar (RFEB).
Bei den Herren wird neben den Wettbewerben in den Disziplinen 8-Ball und 9-Ball auch ein Pokalwettbewerb ausgetragen, bei dem aus zumeist vier K.-o.-Turnieren eine Gesamtwertung ermittelt wird. Seit der Saison 2013/14 werden zudem Wettbewerbe auf einem kleineren Poolbillardtisch (Mesa Pequeña) gespielt.
Erfolgreichste Spieler der vergangenen Jahre sind Francisco Sánchez Ruíz mit 11 Titeln bei den Herren, Amalia Matas Heredia und Silvia López Fibla mit jeweils vier Titeln bei den Damen seit 2013 und Jonás Souto, der seit 2014 viermal spanischer Juniorenmeister wurde.

## Spanische Meister
(unvollständige Auflistung)

### Herren
| Saison  | 8-Ball                 | 9-Ball                 | Pokal                    | Mesa Pequeña         | Mesa Pequeña           |
| Saison  | 8-Ball                 | 9-Ball                 | Pokal                    | 8-Ball               | 10-Ball 1              |
| ------- | ---------------------- | ---------------------- | ------------------------ | -------------------- | ---------------------- |
| 2007/08 |                        | Francisco Sánchez Ruíz |                          |                      |                        |
| 2008/09 | Francisco Sánchez Ruíz |                        | Francisco Sánchez Ruíz   |                      |                        |
| 2012/13 | Francisco Sánchez Ruíz | Francisco Díaz-Pizarro | Francisco Díaz-Pizarro   |                      |                        |
| 2013/14 | David Alcaide          | Francisco Sánchez Ruíz | Francisco Díaz-Pizarro   | Pablo Esteban Losada | Borja Rodríguez Maroto |
| 2014/15 | Francisco Sánchez Ruíz | Francisco Sánchez Ruíz | Francisco Díaz-Pizarro 2 | Iñkai Martínez       | Gabriel Grandal        |
| 2015/16 | Francisco Sánchez Ruíz | Francisco Sánchez Ruíz | Francisco Sánchez Ruíz   | David Alcaide        | Francisco Sánchez Ruíz |
| 2016/17 |                        |                        |                          |                      |                        |

### Damen
| Saison  | 8-Ball               | 9-Ball               | 10-Ball              |
| ------- | -------------------- | -------------------- | -------------------- |
| 2013/14 | Amalia Matas Heredia | Silvia López Fibla   | Silvia López Fibla   |
| 2014/15 | Silvia López Fibla   | Covadonga Marín      | Silvia López Fibla   |
| 2015/16 | Amalia Matas Heredia | Amalia Matas Heredia | Amalia Matas Heredia |
| 2016/17 |                      |                      |                      |

### Auswahlmannschaften
| Saison  | Autonome Gemeinschaften |
| ------- | ----------------------- |
| 2013/14 | Asturien                |
| 2014/15 |                         |
| 2015/16 | Asturien                |

### Junioren
| Saison  | 8-Ball            | 9-Ball         |
| ------- | ----------------- | -------------- |
| 2008/09 | José Delgado      |                |
| 2009/10 | José Delgado      |                |
| 2013/14 | Pedro Saura Pérez | Enrique Bañuls |
| 2014/15 | Jonás Souto       | Jonás Souto    |
| 2015/16 | Jonás Souto       | Jonás Souto    |
| 2016/17 |                   |                |